# Red Dragon
Red Dragon és una pel·lícula estatunidenca dirigida per Brett Ratner estrenada el 2002. Forma part de la tetralogia Hannibal Lecter amb El silenci dels anyells, Hannibal i Hannibal Rising. Es tracta de la segona adaptació cinematogràfica de la novel·la de Thomas Harris, després de Manhuser el 1986.

## Argument
Després de l'empresonament del Dr. Hannibal Lecter (Anthony Hopkins) per part de l'agent de l'FBI Will Graham (Edward Norton), aquest últim decideix retirar-se de la seva carrera com a agent federal per descansar amb la seva família lluny de la ciutat.
Un nou assassí, amb Lecter com a punt de referència en els seus crims, apareix en escena. L'FBI demana a l'agent Graham que prengui part en el cas i ajudi a capturar el sospitós. Graham visitarà el Dr. Lecter a la presó amb l'objectiu de buscar la seva col·laboració per a la investigació.
Brillant currículum a l'FBI, Will Graham ha aconseguit parar el Dr. Hannibal Lecter, l'assassí antropòfag, al preu de moltes seqüeles psíquiques. Se'l treu de la seva jubilació, ja que només ell pot desemmascarar un assassí. Però per aconseguir-ho, Graham necessitarà el brillant esperit criminal del seu aterridor enemic: Lecter.

## Repartiment
- Will Graham: Edward Norton
- El doctor Hannibal Lecter: Anthony Hopkins
- Francis Dolarhyde: Ralph Fiennes
- Jack Crawford: Harvey Keitel
- Molly Graham: Mary-Louise Parker
- Reba McClane: Emily Watson
- Freddy Lounds: Philip Seymour Hoffman
- L'àvia de Francis Dolarhyde: Barbara Kerr Condon
- L'oficial Ovard: Cliff Dorfman
- El doctor Frederick Chilton: Anthony Heald
- Lloyd Bowman: Ken Leung
- Mr. Leeds: Tom Verica